# Sequentia cyclica

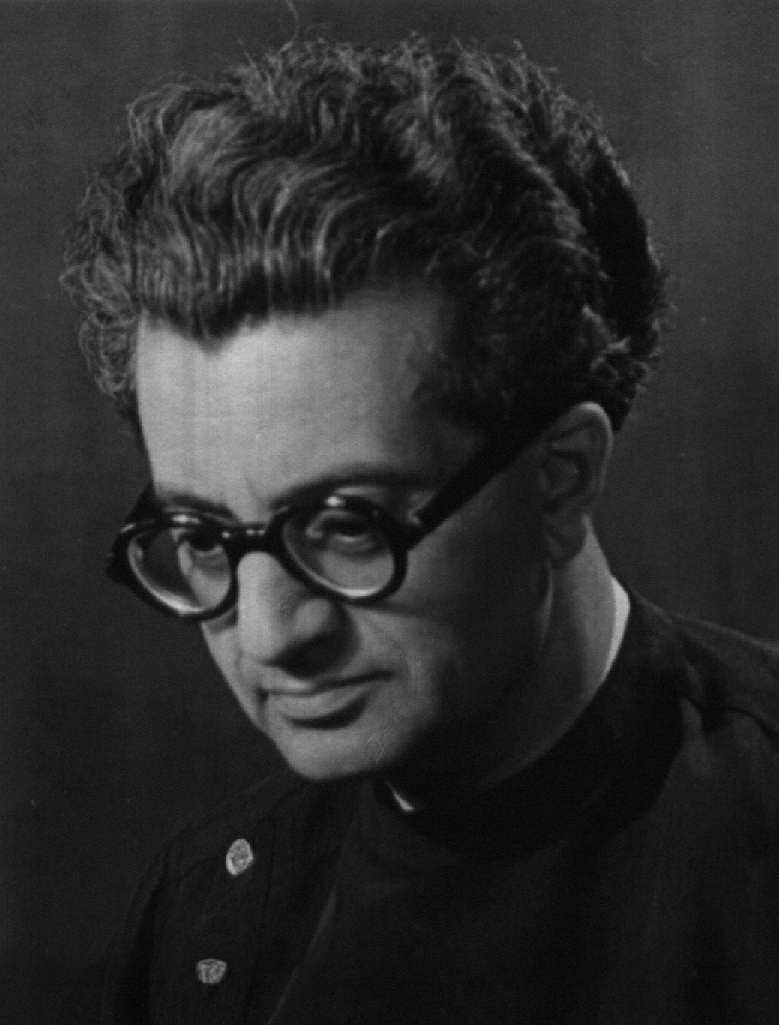
Kaikhosru Shapurji Sorabji, el compositor de la pieza, alrededor de 1950

Sequentia cyclica super "Dies irae" ex Missa pro defunctis, comúnmente conocida como Sequentia cyclica, es una composición para piano de Kaikhosru Shapurji Sorabji. Fue compuesta entre 1948 y 1949, y consiste en un conjunto de 27 variaciones de la secuencia medieval Dies irae. Es considerada una de las mejores obras de Sorabji. Con una duración de unas ocho horas, es una de las piezas para piano más largas de todos los tiempos.

## Historia

### Antecedentes y composición
El canto gregoriano Dies irae, cuyo texto se ha atribuido tradicionalmente a Tomás de Celano, un fraile italiano del siglo XIII, atrajo a Sorabji durante toda su vida. Lo utilizó en diez de sus obras, incluidos dos conjuntos de variaciones. La primera de ellas, Variazioni e fuga triplice sopra "Dies irae" per pianoforte (1923-26), es una obra con la que Sorabji se sintió insatisfecho, como lo señala en una carta de 1930 a Erik Chisholm: "Probablemente, de hecho, estoy pensando seriamente en destruir Dies Irae —Lo he estado mirando con ojos fríos y agrios y no creo que realmente, me complace más ... y escribir un trabajo completamente nuevo al respecto más tarde".
Generalmente se ha aceptado que Sorabji comenzó a trabajar en Sequentia cyclica en 1948, aunque el catálogo de Marc-André Roberge de las obras de Sorabji afirma que fue iniciada antes de enero de 1948. El trabajo se completó el 27 de abril de 1949. En una carta escrita poco después, Sorabji le dijo a Chisholm que la terminó durante su tercer ataque de malaria.

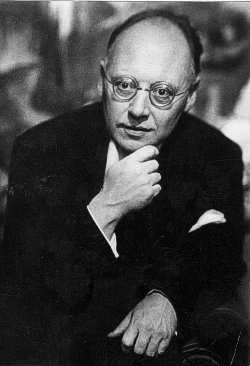
Egon Petri, a quien está dedicada la obra

### Partitura
La partitura de Sequentia cyclica contiene una nota preliminar relacionada con la obra y su ejecución. Sorabji argumentó sobre la relativa falta de marcas de expresión en la partitura, escribiendo:
Así se explica la falta comparativa de lo que se llama curiosamente "marcas de expresión" en este trabajo. El compositor considera que la propia música deja en claro qué "expresión" se necesita, si es que hay alguna, en un pasaje en particular. La "inteligencia" del intérprete hará, o deshará, el resto.
El nombre completo de la pieza, como aparece en la portada del manuscrito, es Sequentia cyclica super "Dies irae" ex Missa pro defunctis in clavicembali usum Kaikhosru Shapurji Sorabji scripsit. La obra fue dedicada al pianista holandés Egon Petri, quien en un momento pensó en interpretar el Opus clavicembalisticum de Sorabji. Sorabji mantuvo correspondencia con él a lo largo de los años y lo consideró uno de los mejores pianistas vivos.

### Interpretaciones y recepción
Sequentia cyclica es una de las obras más respetadas de Sorabji, incluso siendo considerada por algunos como la más grande. En 1953, Sorabji la describió como "el clímax y coronación de su obra para piano y, con toda probabilidad, la última que escribirá", y continuó considerándola como una de sus mejores obras hasta sus últimos días.
La obra se estrenó el 18 de junio de 2010 en Glasgow, Reino Unido, de la mano de Jonathan Powell, quien había realizado interpretaciones parciales de la pieza en 2008 y ese mismo año; y pasó a interpretar Sequentia cyclica en otras partes de Europa y Estados Unidos. Powell grabó la pieza en 2015 y fue publicada en 2020 por Piano Classics.

## Análisis musical
Aunque el primer conjunto de variaciones de Sorabji sobre el tema, Variazioni e fuga triplice sopra "Dies irae" per pianoforte (1923-26), es una obra extensa, que comprende 64 variaciones y 201 páginas, Sequentia cyclica es aún más vasta. Su tema y 27 variaciones están escritas en 335 páginas y demoran alrededor de ocho horas en ejecutarse, haciendo de la obra una de las piezas para piano más largas jamás compuesta.
Al discutir los conjuntos de variaciones de Sorabji, el musicólogo Simon John Abrahams escribe: "Sorabji a menudo sigue los ejemplos de Reger y Szymanowski al producir variaciones que mantienen solo las conexiones más tenues con el tema original". El propio Sorabji expresó una opinión similar, al decir que las variaciones en Sequentia cyclica "difícilmente se pueden llamar variaciones en el sentido ordinario". Algunas de las variaciones muestran el tema varias veces (por ejemplo, variaciones 8, 14 y 18, donde aparece siete, cuatro y dos veces respectivamente), lo que se ha citado como una de las razones de la extensión del trabajo.

### Secciones
- Tema, "Largo. Legatissimo semper e nello stile medioevale detto 'organum'": La obertura presenta todo el canto de Dies irae, omitiendo sus repeticiones. La sección está en Fa sostenido menor, con el tema que aparece en acordes simples y apoyado por la sonoridad Do sostenido - Fa sostenido - Do sostenido casi en toda su extensión.[20]
- Variación 1, "Vivace (spiccato assai)"
- Variación 2, "Moderato"
- Variación 3, "Legato, soave e liscio"
- Variación 4, "Tranquillo e piano"
- Variación 5, "Ardito, focosamente"
- Variación 6, "Vivace e leggiero"
- Variación 7, "L'istesso tempo"
- Variación 8, "Tempo di valzer con molta fantasia, disinvoltura e eleganza"
- Variación 9, "Capriccioso"
- Variación 10, "Il tutto en una sonorità piena, dolce, morbida, calda e voluttuosa"
- Variación 11, "Vivace e secco"
- Variación 12, "Leggiero un capriccio"
- Variación 13, "Aria: Con fantasia e dolcezza"
- Variación 14, "Punta d'organo": esta variación utiliza la nota Si como punto de pedal en toda la variación. Como otros movimientos de carácter nocturno de Sorabji titulados de manera similar, se ha comparado con "Le gibet", la segunda sección de Gaspard de la nuit de Ravel.[21] Hacia el final, Sorabji cambia a una nota si bemol en el bajo, en la que concluye el movimiento.[22]
- Variación 15, "Ispanica"
- Variación 16, "Marcia funebre"
- Variación 17, "Soave e dolce"
- Variación 18, "Duro, irato, energico"
- Variación 19, "Quasi Debussy"
- Variación 20, "Spiccato, leggiero"
- Variación 21, "Legatissimo, dolce e soave"
- Variación 22, "Passacaglia": El tema de la passacaglia es la versión abreviada del Dies irae que ha prevalecido en la mayoría de las obras para utilizar la melodía (es decir, las tres primeras frases). Contiene 100 variaciones, con el tema subiendo gradualmente del bajo al soprano (con un cambio de voz cada 25 variaciones). Las texturas suaves predominan en las variaciones posteriores, con el tema volviendo al bajo hacia el final.[23]
- Variación 23, "Con brio"
- Variación 24, "Oscuro, sordo"
- Variación 25, "Sotto voce, scorrevole"
- Variación 26, "Largamente pomposo e maestoso": esta variación comienza y termina con secciones construidas en gran parte sobre texturas de acordes, con una "Quasi Cadenza-fantasiata" colocada entre ellas.[24]
- Variación 27, "Fuga quintuplice a due, tre, quattro, cinque e sei voci ed a cinque soggetti": La variación final es una fuga a seis voces sobre cinco temas. Se divide en cinco fugas (cada una sobre un solo tema), pasando de dos voces a seis (se agrega una con cada fuga). La quinta fuga culmina en una sección titulada "Le Strette: delle quinta parte della fuga", a la que sigue un "Stretto maestrale". Este pasaje es uno de los pocos clímax fuga polirrítmicos en la producción de Sorabji, junto con el de su Sinfonía para piano n.° 2 (1954).[25] La obra concluye con una "Coda" terminada en Do menor, estableciendo así una relación tritonal con la obsertura de fa sostenido menor de la pieza, una referencia a la noción medieval de "diabolus in musica".[26]